# Stazione di Erstfeld
La stazione di Erstfeld è una stazione ferroviaria posta sulla linea del Gottardo, in Svizzera. Serve l'omonimo centro abitato.